# Dompierre-les-Églises

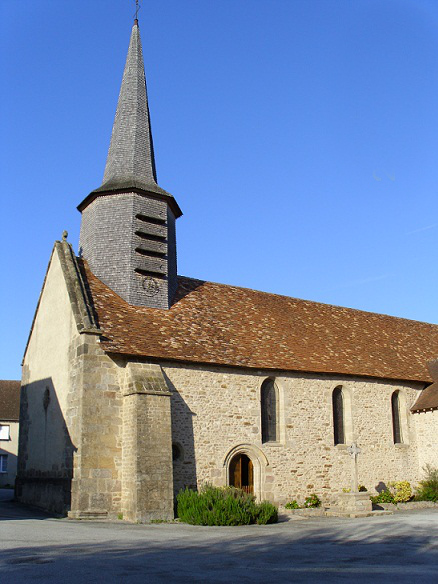
Zabytkowy Kościół św. Piotra i Pawła (2011)

Dompierre-les-Églises – miejscowość i gmina we Francji, w regionie Nowa Akwitania, w departamencie Haute-Vienne.
Według danych na rok 1990 gminę zamieszkiwało 416 osób, a gęstość zaludnienia wynosiła 14 osób/km² (wśród 747 gmin Limousin Dompierre-les-Églises plasuje się na 290. miejscu pod względem liczby ludności, natomiast pod względem powierzchni na miejscu 173.).

## Populacja

Populacja Dompierre-les-Églises w latach 1962–2008